# سينما أمازيغية
السينما الأمازيغية هي سينما ناطقة باللغات الأمازيغية وانطلقت في شمال أفريقيا بالمغرب مع بداية الثلاثينات من القرن الماضي بظهور أول فيلم ناطق باللغة الأمازيغية واللغة الفرنسية اسمه إيطو (إيطو هو اسم امرأة أمازيغي)، تم تصوير الفيلم في جبال الأطلس المغربي سنة 1934، الفيلم من إخراج جون بنوا لوفي وماري ابشتاين وبمساعدة عبد الله الكلاوي، ولم تعرف فترتها الذهبية إلا في فترة التسعينات، بالجزائر خلال نفس الفترة، ومؤخرًا بجزر الكناري في العقد الأول من القرن العشرين مع ظهور أول فيلم بعنوان«أمان ⴰⵎⴰⵏ Aman».

## المغرب
كانت بداية السينما الأمازيغية في منطقة سوس سنة 1934 في المغرب مع فيلم إيطو ثم فيلم تكيكيلت وفيلم تامغارت ن وورغ (المرأة الذهبية) سنة 1989 من إخراج المخرج المغربي الحسين بيزيكارن ومن بطولة مجموعة من الفنانين الأمازيغ. تناول الفيلم مجموعة من القضايا خاصة الهوية والإنتماء إلى الأرض. تلاه سنة 1992 فيلم بوتفوناست (مالك البقرة) والذي كان ثورة في السينما الأمازيغية بمشاركة محمد أبعمران والحسين إبوركا. ويليه بعده فيلم كار تيمغارين (نساء السوء) بطولة الممثل الكوميدي محمد اعراب (الملقب بقمرون).
تلته العديد من الأفلام التي كانت في معظمها نتيجة مجهودات فردية لم تتلق أي دعم من بينها الشريط القصير الصادر من الريف سلام ذ ديميتان لمنتجه محمد بوزكو ومخرجه محمد أمين.

### مخرجون
- عبد العزيز أو السايح
- رشيد أعنطري
- يوبا أبركا
- أحمد بادوج
- أحمد بايدو
- حسن أعنطري
- فاطمة بوبڭدي
- الحسين بوزڭارن
- عبد الله داري
- إبراهيم الشكيري
- عبد الله اليزني
- عبد الله العبداوي
- محمد مرنيش
- عبد الله فركوس
- بوالمزغي
- مريم بكير
- مسعود بوكرن
- مصطفى أشاور
- أحمد أبو روا
- سعيد السليماني
- سعيد باحوس
- حميد قبابي

### ممثلون
- الحسين برداوز
- عبد اللطيف عاطيف
- فاطمة بوشان
- محمد أبعمران
- رشيد أسلال

## الحسين إبوركا
- خديجة أمزيان
- مصطفى الصغير
- مبارك العطاش
- لحسن سرحان
- الحسين فاضل
- لحسن شاوشاو
- محمد قيمرون
- العربي الهداج
- السعدية اباعقيل
- فاطمة بيكركار
- فاطمة جوطان
- أحمد أزناك
- الزاهية الزاهيري
- احمد نتاما
- كبيرة البردوز
- الحسين فاضل
- إبراهيم اسلي
- الحسين آيت القرشي
- لحسن مغيميمي
- ربيعة تزرارت
- ياسين بن كامل
- حميد أشتوك
- حسن بوعشرة
- فاطمة باوجي
- حسن أخراز
- محمد بودرق
- أحمد عوينتي
- خديجة أنضام
- لحسن هرموش
- لحسن أكتير
- نزيهة تاشنويت
- صابر حمراص
- لحسن بوجوا
- سهام بوجاري
- لحسن إجاران
- الطيب أقديم المزوضي
- حسن العليوي
- محمد أوراغ “سيموكا”
- عبد الالاه خنيبة
- سعيد ورداس
- سناء نايت أوعديت
- فاطمة بوشان
- ربيعة بركنيز “تزرارت”
- أمينة السوسي
- ثورية بوهالي
- محمد العطاري
- إبراهيم المودن
- إبراهيم حماتة
- احمد انتاما

### مهرجانات
- مهرجان الفيلم الأمازيغي بورزازات
- المهرجان الدولي للفيلم الأمازيغي بأكادير
- المهرجان الدولي "إسني ن وورغ" للفيلم الأمازيغي

### القنوات التلفزية
- الشركة الوطنية للإذاعة والتلفزة (المغرب)
- القناة الأمازيغية (الثامنة)
- القناة الأولى المغربية الوطنية
- القناة المغربية الثقافية
- المغربية (القناة الخامسة)
- السادسة أو قناة محمد السادس للقرآن الكريم
- أفلام TV أو " السابعة"

### مسلسلات
1. أمود فاطمة من إخراج فاطمة بوبڭدي سنة 2005
2. تڭمي مقورن من إخراج عبد العزيز اوالسايح   سنة 2011
3. إكاتين يان اوزمز من إخراج أحمد أبو روا سنة 2014
4. تامنت إرزاڭن من إخراج سعيد السليماني سنة 2015
5. تيدرت ن الحنة من إخراج حميد قبابي سنة 2015
6. أكفاي أسڭان سنة 2020
7. بابا علي من إخراج مصطفى أشور سنة 2021

### أفلام
1. تامغارت وورغ من إخراج الحسين بوزڭارن 1994
2. تازيت ن وانغا من إخراج أحمد بادوج 1994
3. تاڭوضي من إخراج أحمد بادوج 1995
4. تييتي واضان من إخراج أحمد بادوج 1997
5. أجميل الغرض من إخراج أحمد بادوج 1998
6. ران كولو دونيت من إخراج فاطمة بوبڭدي 1999
7. حمو أونامير من إخراج فاطمة بوبڭدي 2002
8. عيشة الدويبة فاطمة من إخراج بوبڭدي 2003
9. تايري إسيويدن من إخراج لحسين بوزڭارن 2003
10. توف تانيرت من إخراج عبد الله داري 2003
11. كرايڭات يان دلهمنس من إخراج عبد العزيز أوسايح 2004
12. الكنز أوريتكمالن1 من إخراج عبد العزيز أوسايح 2004
13. الكنز أوريتكمالن2 من إخراج عبد العزيز أوسايح 2004
14. واش—إبراهيم الشكيري 2005
15. سيدي محمد أوعلي من إخراج إبراهيم الشكيري 2005
16. أوسيناغ واما من إخراج نعبد العزيز أوسايح 2006
17. أوريفوغ أوميا من إخراج عبد العزيز أوسايح 2006
18. أرواس ألهم من إخراج عبد العزيز أوسايح 2006
19. حوتي حوتا من إخراج عبد العزيز أوسايح 2006
20. إڭودار من إخراج عبد الله اليزني 2006
21. لحيلت توف العار من إخراج عبد العزيز أوسايح 2006
22. أناروز من إخراج عبد الله العبداوي 2007
23. تالوحت الوالدين من إخراج عبد العزيز أوسايح 2007
24. إليس الوزير من إخراج عبد العزيز أوسايح 2007
25. طارق أخي من إخراج عبد الله العبداوي 2007
26. تامازيرت أوفلا (35مم) من إخراج محمد مرنيش 2007
27. أفوكو سوحوكو من إخراج عبد العزيز أوسايح 2007
28. لعفيت أومدوز من إخراج عبد العزيز أوسايح 2008
29. سوينڭم من إخراج عبد الله فركوس 2008
30. تينيڭيت من إخراج عبد العزيز أوسايح 2008
31. تيروكزا إتمغارت من إخراج عبد العزيز أوسايح 2008
32. تاوريرت الهنا من إخراج رشيد بوالمزغي 2008
33. تازيت من إخراج إبراهيم الشكيري 2009
34. حماد القران من إخراج عبد العزيز أوسايح 2009
35. أورترا أفلا من إخراج عبد العزيز أوسايح 2009
36. أكادير بومباي من إخراج مريم بكير 2009
37. برك أياخلو من إخراج عبد العزيز أوسايح 2009
38. أيتماتن من إخراج عبد العزيز أوسايح 2010
39. زرايفا من إخراج عبد العزيز أوسايح 2010
40. أغرابو من إخراج أحمد بايدو 2011
41. تاوسنا من إخراج عبد العزيز أوسايح 2012
42. أمان مارور من إخراج عبد العزيز أوسايح 2012
43. للا تاوعلات من إخراج مسعود بوكرن 2013
44. ألمود أوسدر من إخراج مصطفى أشاور 2014
45. شمهاروش من إخراج أحمد بايدو 2014
46. إويس نودرار من إخراج مصطفى اشاور 2014
47. أسيڭل من إخراج عبد العزيز أوسايح 2015

## الجزائر
يعود أول فيلم أمازيغي في الجزائر إلى فترة التسعينات من القرن الماضي في منطقة القبائل. يتعلق الأمر بفيلم تاوريرت إتواتون من إخراج عبد الرحمان بوكرموح عن رواية الربوة المنسية لمولود معمري.
ثم تلاه فيلم «أدرار ن بايا» (جبل بايا [الفرنسية]) لمخرجه عز الدين مدور [الفرنسية] والذي ظهر بالقاعات سنة 1997. تدور إحداث الفيلم في منطقة القبائل، في مطلع القرن، حيث اضطرت قرية بأكملها إلى الفرار من القمع الفرنسي. ترفض امرأة، بايا، إهانة العادة من سيد إقطاعي قتل زوجها، حيث يقدم لها محفظة من ويزات من الذهب، الدية، سعر سفك الدماء. يريد مجتمع الفلاحين أن يدفع المال ضريبة الحرب لاستعادة أرضه. وهكذا فإن بايا تجسد العناد الدؤوب لشكل معين من الشرف.

### مخرجون
- عبد الرحمان بوكرموح
- عز الدين مدور [الفرنسية]

### ممثلون
- تاوريرت إتواتون Tawrirt i-tt-wattun
- أدرار ن بايا Adrar n baya

### مهرجانات
- مهرجان الفيلم الامازيغي[11]

### قنوات تلفزية
- تلفزيون بربر Berbère Télévision
- قناة الأمازيغية الجزائرية
- قناة بربر الشباب Berbère jeunesse
- قناة بربر موسيقىBerbère Music

## ليبيا

### مخرجون
- عاصم غرصع Asem Gharsaa

### قنوات تلفزية
- قناة ليبيا إبرارن Libya Ibraren TV

### أفلام
- سين SIN EH ⵙⵉⵏ :

الفيلم ناطق بالأمازيغية ويحكي قصة شقيقين من جبل نفوسة (جادو) يتملك أحدهما حلم الهجرة وترك الوطن بينما يحاول شقيقه تنيه عن ذلك.

### ممثلون
- يونس قليزة
- طارق كعوان

## تونس[12]

### مخرجون
- نجيب بن عزوز

### أفلام
- فيلم أمازيغ:

تم تصوير الفيلم في مناطق توجان، تامزرط، مطماطة، تغريت وقلالة

## جزر الكناري
أول فيلم بجزر الكناري ناطق بالأمازيغية هو فيلم بعنوان «أمان ⴰⵎⴰⵏ Aman»

### مخرجون
- إستريلا مونتيري

### أفلام
- أمان AMAN:

افتتحت الدورة العاشرة للمهرجان الدولي “إسني ن ورغ” للفيلم الأمازيغي بمدينة أگادير المغربية.
المهرجان افتتح بفيلم ‘’أمان’’ من جزر الكناري، للمخرجة إستريلا مونتيري. الفيلم القصير، الذي لا تتجاوز مدته 13 دقيقة ويزاوج بين اللغة الأمازيغية والإسبانية، يحكي عن عائلة أمازيغية تعيش تحت وطأة الجفاف وندرة المياه.
وقالت مخرجة الفيلم إستريلا مونتيري في تصريح للقناة الثانية المغربية إنها اعتمدت في الفيلم على اللغة الامازيغية، في فرعها تشلحيت، مشيرة إلى أنها كانت تجربة سينمائية رائعة